# Aleksander Kowalski (hokeista)
Aleksander Marek Kowalski (ur. 7 października 1902 w Warszawie, zm. w kwietniu 1940 w Katyniu) – polski hokeista, reprezentant Polski, dwukrotny olimpijczyk. Urzędnik, porucznik rezerwy piechoty Wojska Polskiego, ofiara zbrodni katyńskiej.

## Życiorys
Urodził się jako syn Józefa i Leokadii, z domu Kowczyńska.
Ukończył gimnazjum św. Stanisława Kostki w 1924 i Wydział Bankowy Szkoły Głównej Handlowej w 1928.
Jego żoną była Janina (ur. 1908), z domu Zawadzka, z którą wziął ślub w 1930. Mieli córki Hannę i Ewę (ur. 1938).

### Kariera hokejowa
Uprawiał wyczynowo hokej na lodzie, jest uważany za jednego z prekursorów tej dyscypliny w Polsce. Grał na pozycji obrońcy. Reprezentant barwy klubu AZS Warszawa w latach 1923–1933, w tym czasie zdobył z drużyną pięć tytułów mistrza Polski. Ponadto występował w barwach reprezentacji Polski w latach 1926–1932, uczestnicząc w jej składzie w turniejach akademickich mistrzostw świata (1928), mistrzostw Europy (1928, 1929, 1930, 1931), mistrzostw świata (1930, 1931), zimowych igrzysk olimpijskich (1928, 1932).
W 1930 wraz z Józefem Stogowskim i Tadeuszem Adamowskim zagrał w składzie reprezentacji Europy w meczu przeciwko Kanadzie.
Po zakończeniu kariery zawodniczej był działaczem Polskiego Związku Hokeja na Lodzie i sędzią hokejowym.

### Praca zawodowa
Zawodowo pracował najpierw jako urzędnik w Ministerstwie Kolei, następnie w Komunalnej Kasie Oszczędności miasta stołecznego Warszawy, gdzie na początku 1939 otrzymał awans na stanowisko dyrektora V Oddziału KKO.

### Służba wojskowa
Ukończył Szkołę Podchorążych Rezerwy Piechoty w Zambrowie. W latach 1931–1934 odbywał ćwiczenia wojskowe na obozach wojskowych w rejonie Baranowicz. Następnie został mianowany do stopnia porucznika.
Po wybuchu II wojny światowej 3 września 1939 został zmobilizowany i udał się przez Chełm do miejscowości Równe, miejsca stacjonowania 13 Kresowej Dywizji Piechoty, do której 3 batalionu otrzymał przydział. Po agresji ZSRR na Polskę z 17 września 1939, został aresztowany przez sowietów 25 września w mieście Dubno. Następnie był przetrzymywany w obozie w Kozielsku. W tym czasie bliscy otrzymali korespondencję od niego, ostatnią z 11 lutego 1940. Na początku kwietnia 1940 został zabrany do Katynia i prawdopodobnie 3 lub 5 kwietnia rozstrzelany przez funkcjonariuszy Obwodowego Zarządu NKWD w Smoleńsku oraz pracowników NKWD przybyłych z Moskwy na mocy decyzji Biura politycznego KC WKP(b) z 5 marca 1940. W 1943 w toku ekshumacji prowadzonych przez Niemców jego ciało zostało zidentyfikowane pod numerem 2129 (przy zwłokach zostały znalezione m.in. metryka ślubu, karta szczepień i list). Został pochowany na terenie obecnego Polskiego Cmentarza Wojennego w Katyniu.

## Sukcesy sportowe
Reprezentacyjne
- Złoty medal akademickich mistrzostw świata: 1928
- Srebrny medal mistrzostw Europy: 1929, 1931
- Czwarte miejsce mistrzostw Europy: 1930
- Piąte miejsce mistrzostw świata: 1930
- Czwarte miejsce mistrzostw świata: 1931

Klubowe
- Złoty medal mistrzostw Polski: 1927, 1928, 1929, 1930, 1931 z AZS Warszawa

## Ordery i odznaczenia
- Brązowy Krzyż Zasługi (19 marca 1931)[4]

## Upamiętnienie

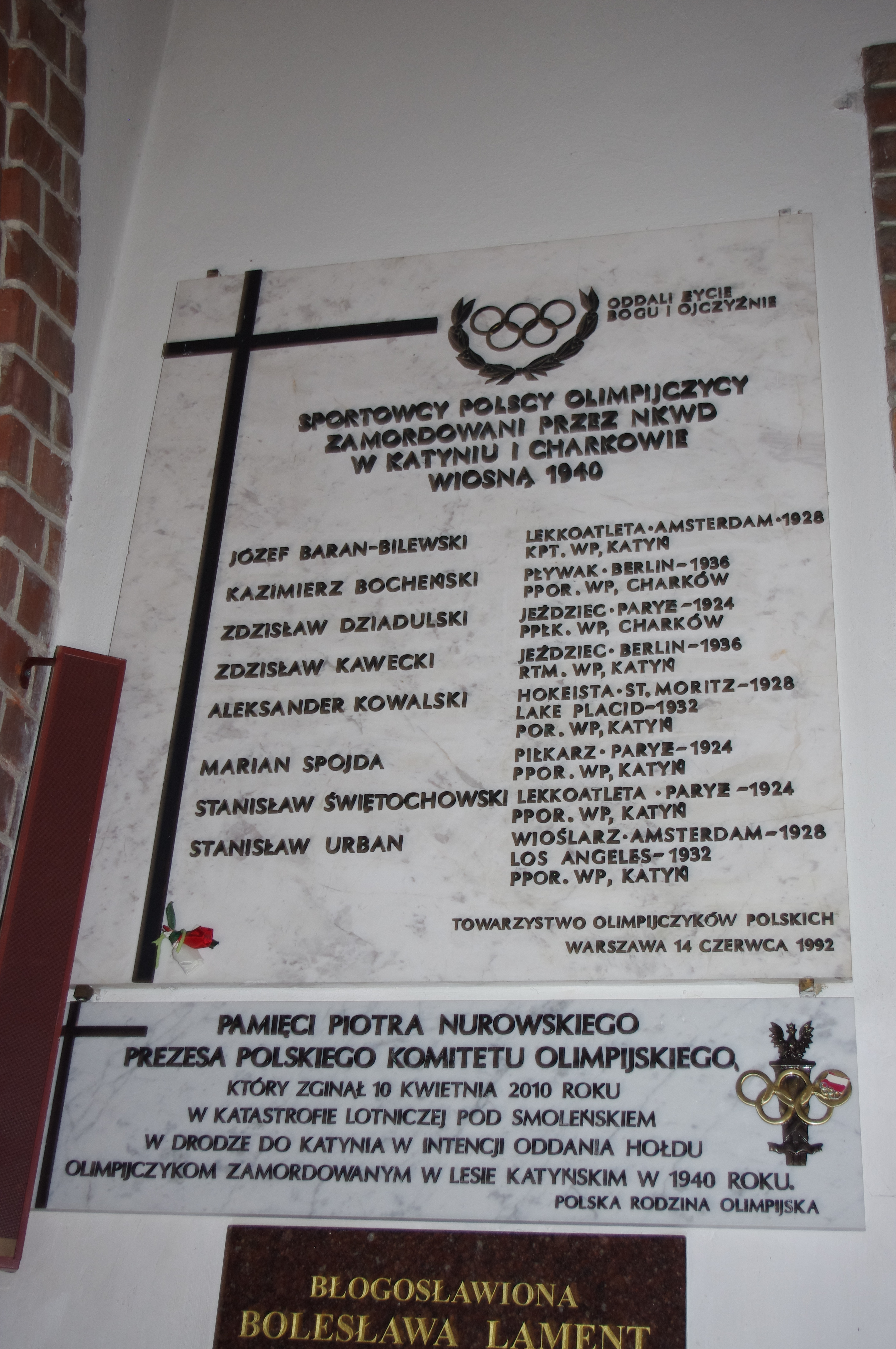
Tablica upamiętniająca polskich olimpijczyków pomordowanych przez NKWD w bazylice katedralnej św. Michała i św. Floriana w Warszawie

Tablice upamiętniające Aleksandra Kowalskiego dzięki staraniom jego żony zostały umieszczone w Warszawie w kościele św. Antoniego z Padwy przy ulicy Senatorskiej w 1977 i na ścianie „Golgota Wschodu” w kościele św. Karola Boromeusza na Powązkach.
Jego nazwisko znajduje się na tablicy „Sportowcy Polscy Olimpijczycy zamordowani przez NKWD w Katyniu i Charkowie wiosną 1940” umieszczonej w bazylice katedralnej św. Michała i św. Floriana w Warszawie 14 czerwca 1992 oraz na tablicy „Olimpijczycy Polscy polegli i pomordowania w latach 1939–1945” w Akademii Wychowania Fizycznego Józefa Piłsudskiego w Warszawie.
5 października 2007 roku Minister Obrony Narodowej Aleksander Szczygło mianował go pośmiertnie do stopnia kapitana. Awans został ogłoszony 9 listopada 2007 roku, w Warszawie, w trakcie uroczystości „Katyń Pamiętamy – Uczcijmy Pamięć Bohaterów”.
W listopadzie 2008 dokonano zmiany patrona ulicy na warszawskim Bródnie, odbierając patrona działaczowi komunistycznemu Aleksandrowi Kowalskiemu i przyznając go hokeiście Aleksandrowi Kowalskiemu.
13 kwietnia 2010, w ramach akcji „Katyń... pamiętamy” / „Katyń... Ocalić od zapomnienia”, Zespole Szkół w Słupnie został zasadzony Dąb Pamięci i kamień pamiątkowy honorujące Aleksandra Kowalskiego (zasadzenia dokonały jego córki Hanna Kowalska-Grzebuła i Ewa Osiecka (podczas uroczystości tak samo został upamiętniony Alfred Bartel).